# Kriptonita
La kriptonita és un material fictici que apareix principalment en l'univers fictici de Superman, és un material radioactiu, provinent del planeta Kriptó que causa diferents efectes en els seus habitants, els kriptonians. En la seva forma més coneguda, és un material cristal·lí i verd originari del món natal de Krypton, de Superman, que emet una peculiar radiació que debilita Superman, però generalment és inofensiu per als humans quan s'hi exposa a curt termini però mortal a llarg termini. Hi ha altres varietats de kriptonita, com la kriptonita vermella i daurada, que tenen efectes diferents, però encara generalment negatius, sobre Superman. A causa de la popularitat de Superman, la kriptonita s'ha convertit en una paraula clau d'una extraordinària debilitat explotable, sinònim de "taló d'Aquil·les". Batman i Lex Luthor són dos individus notables que tenen trossos de kriptonita, el primer amb la confiança del mateix Superman per aturar Superman en cas que es converteixi en dolent o faci alguna cosa fora del normal i el segon per evitar la presència de Superman i de vegades incorporant-lo a les armes per intentar matar-lo.

## Origen
Una història inèdita del 1940 titulada "The K-Metal from Krypton", escrita pel creador de Superman Jerry Siegel, presentava un prototip de kryptonita. Va ser un mineral del planeta Krypton que va privar a Superman de la seva força mentre donava poders sobrehumans als mortals. Aquesta història va ser rebutjada perquè en ella Superman revela la seva identitat a Lois Lane.
El mineral conegut com a kriptonita es va introduir oficialment a la sèrie radiofònica The Adventures of Superman, a la història "The Meteor from Krypton", emesa el juny de 1943. Una història apòcrifa afirma que la kriptonita va ser introduïda per donar a l'actor de veu de Superman, Bud Collyer, la possibilitat d'agafar unes vacances en el moment en què es feia la sèrie de ràdio en directe. En un episodi on Collyer no estaria present per actuar, Superman estaria incapacitat per la kriptonita i un actor de veu substitut faria sons gemegant. Aquest conte va ser relatat per Julius Schwartz a les seves memòries. Tanmateix, l'historiador Michael J. Hayde discuteix això: a "The Meteor From Krypton", Superman mai no està exposat a la kriptonita. Si la kriptonita va permetre a Collyer agafar vacances, aquest va ser un avantatge marginal descobert més tard. Més probablement, la kriptonita es va introduir com un dispositiu argumental perquè Superman descobrís el seu origen.
A la sèrie de ràdio, Krypton es trobava al mateix sistema solar que la Terra, a la mateixa òrbita, però al costat oposat del Sol. Això va proporcionar una explicació fàcil de com la kriptonita va trobar el seu camí cap a la Terra.
La Kriptonita es va incorporar al mític còmic amb Superman núm. 61 (novembre de 1949). L'editora Dorothy Woolfolk va declarar en una entrevista amb Florida Today l'agost de 1993 que "sentia que la invulnerabilitat de Superman era avorrida".
L’única substància de l’univers que la radiació de kriptonita (de qualsevol varietat) no pot penetrar és el plom.

## Característiques
Existeixen moltíssimes formes diferents de Kriptonita, cadascuna amb diferents propietats. Algunes d'aquestes són:
- Kriptonita verda: és la més comuna, té un color verd entre cristal·lí i metàl·lic. Originalment de color vermell, el material es va estrenar a Superman núm. 61 (novembre de 1949) i no va adoptar la seva característica tonalitat verda fins a Action Comics núm. 161 (agost de 1951). La kriptonita verda debilita a Superman i altres kriptonians.[8] Pot i els matarà amb una exposició a llarg termini. Els kriptonians amb efectes de kriptonita verda experimenten una debilitat muscular severa, generalment fins al punt de col·lapse i dolor dolorós, ambdues condicions s'intensifiquen progressivament. Sovint desenvolupen febre i finalment perdran la consciència abans de morir. El mineral també es tornarà gradualment la pell i la sang d’un Kryptonia.
- Kriptonita vermella: Va debutar a Adventure Comics núm. 255 (setembre de 1958). La kriptonita vermella originalment simplement va debilitar Superman, però en major grau que la kriptonita verda. Més tard es va demostrar que la kriptonita vermella causava un comportament estrany o transformacions estrambòtiques, encara que temporals i no mortals. Els efectes de la kriptonita vermella solen durar d'un dia (24 hores) a dos dies (48 hores), encara que en alguns casos els efectes poden persistir fins a tres dies (72 hores) o fins i tot diverses setmanes.[9] A la derivació de Smallville, la kriptonita vermella afecta l'estat mental de Clark i l'efecte es desapareix tan aviat com deixa d'estar molt a prop de la pedra. Clark es torna egoista i utilitza els seus poders de manera egoista. També se’l mostra bevent i amable. A Lois i Clark: Les noves aventures de Superman, la kriptonita vermella inicialment fa que Superman sigui apàtic, mentre que una altra peça transfereix els seus superpoders a altres humans.
- Kriptonita daurada: Debut a Adventure Comics num. 299 (agost de 1962). La kriptonita afectada per la radiació atòmica, es capaç d'eliminar permanentment la capacitat d'una kryptoniana per processar la llum solar groga, que anul·la totes els superpoders. En històries post-crisi, aquesta varietat només elimina els superpoders del Kryptonia temporalment (a Superman II, la cambra de cristall de la fortalesa de Superman va exposar el mateix efecte, tot i que aquest procés es va invertir a través de Jor-El Green Crystal).[10]
- Kriptonita negra: Va debutar a la "croada" de Smallville (Temporada 4, Episodi 1) el 22 de setembre de 2004. En la continuïtat de pre-flashpoint, podria dividir un kryptonià en dos éssers separats: un de bo i l'altre dolent.
- Kriptonita blava: Va debutar a Superman núm. 140 (oct 1960). Una varietat imperfecta de kriptonita que afecta el Superman imperfecte duplicat Bizarro, els membres de la Lliga Bizarro i els habitants d'Htrae, el món bizarro, de la mateixa manera que la crisi verda afecta els kriptonians. Als kriptonians, però no els afecta.
- Anti-kriptonita: Debut a Acció Comics núm. 252 (maig de 1959). S'assembla a la kriptonita verda, però és inofensiva per als kriptonians; No obstant això, té el mateix efecte que el kryptonita verda sobre els humans. Anti-Kryptonite és també la font d'alimentació per a una versió del personatge: Ultraman, homòleg del malvat de Superman des d'un univers antimatèria. [15]
- Kriptonita-X: Debut a les aventures de Superman núm. 511 (abril de 1994). Per una casualitat, la Kriptonita-X es va crear quan l'erradicador va filtrar un artefacte nociu de kriptonita donada de baixa pel malvat del Superman Cyborg de Superman. El resultat va ser beneficiós per a Superman, sobrepassar-lo i restaurar la seva capacitat per processar la radiació solar.
- Joia de Kriptonita